# San Salvador
San Salvador (spanisch für Heiliger Erlöser) ist die Hauptstadt des mittelamerikanischen Staates El Salvador und hat rund 316.000 Einwohner. Die gesamte Metropolregion hat mehr als 1,74 Millionen Einwohner und ist somit eine der größten Städte Mittelamerikas.

## Geographie

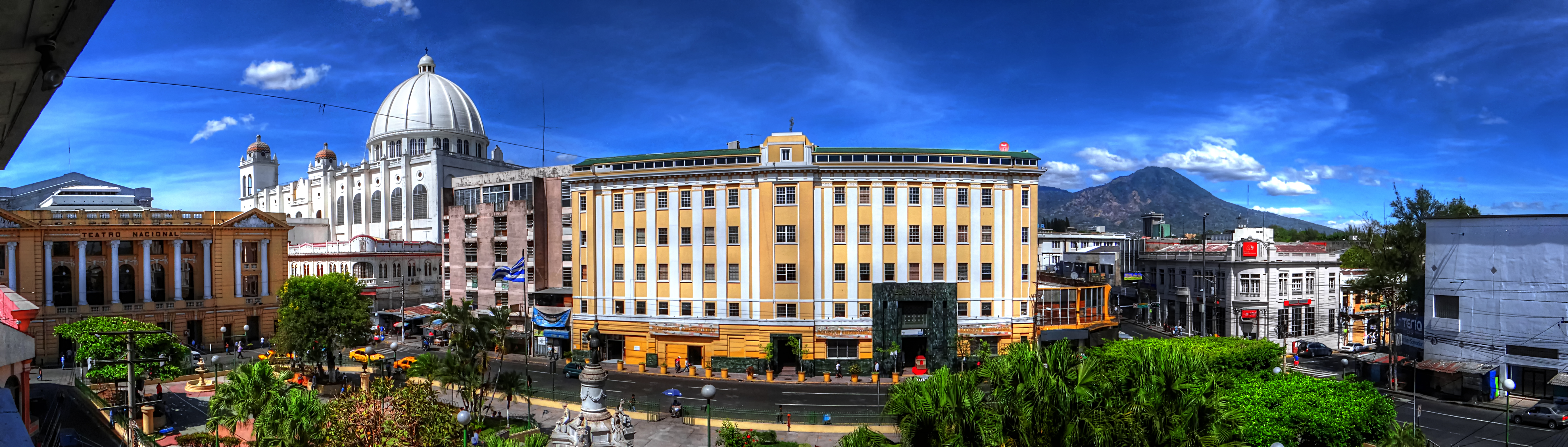
San Salvador

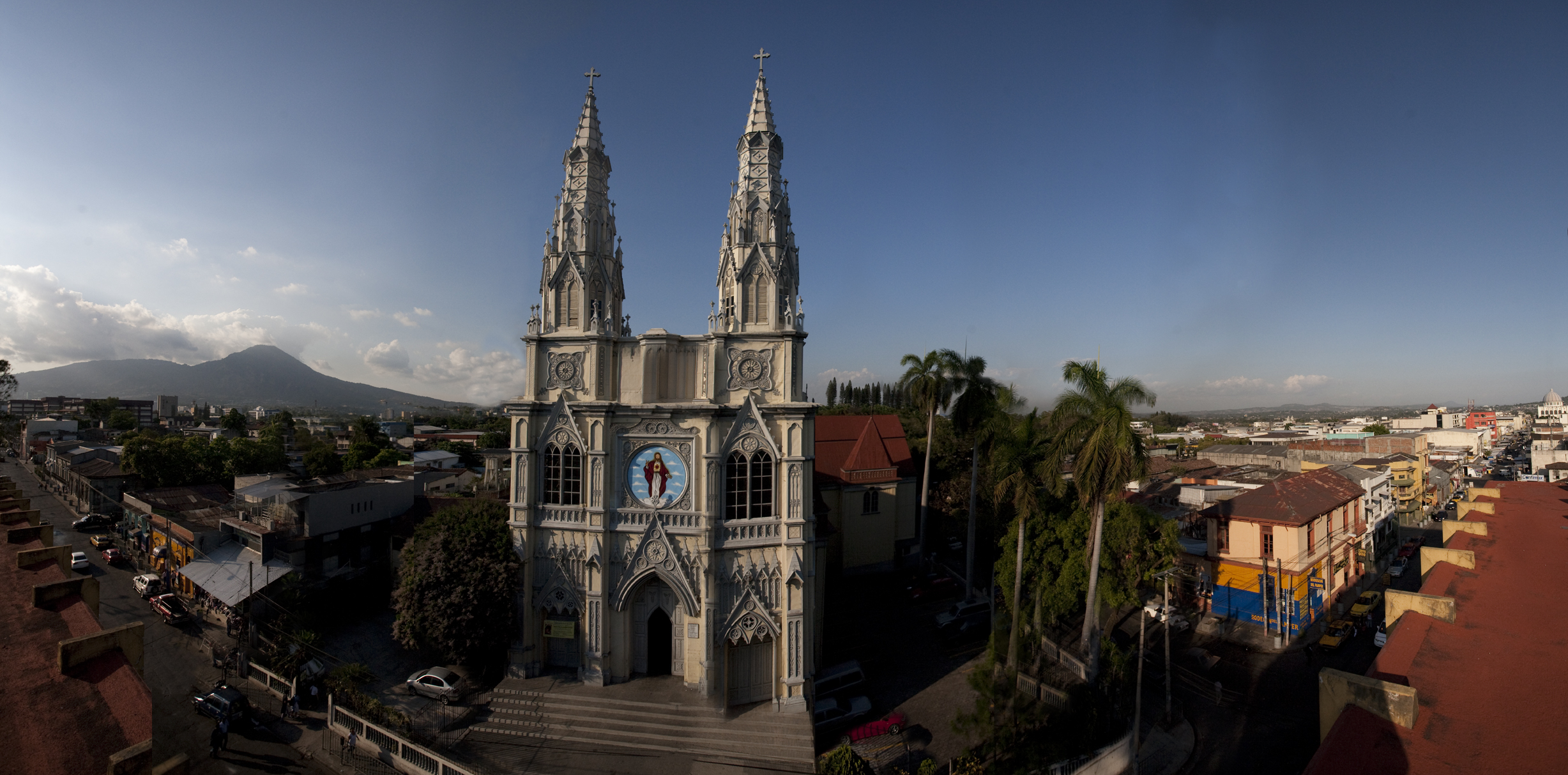
Basilica Sagrado Corazon de Jesus

San Salvador liegt am Fuß des Vulkans Boquerón und war im Laufe seiner Geschichte mehrfach von Erdbeben betroffen. Das schlimmste Erdbeben im Jahr 1854 zerstörte die Stadt fast vollständig. Das letzte Erdbeben ereignete sich 2001 und verursachte beträchtlichen Schaden. Besonders die Vorstadt Las Colinas wurde von einem Erdrutsch größtenteils zerstört.
In einem Vulkankrater im Osten der Stadt liegt der Ilopango-See, der mit einer Fläche von 72 km² der größte natürliche See El Salvadors ist. Von den Spaniern wurde das Gebiet El Valle de Las Hamacas (Das Tal der Hängematten) genannt.

## Geschichte

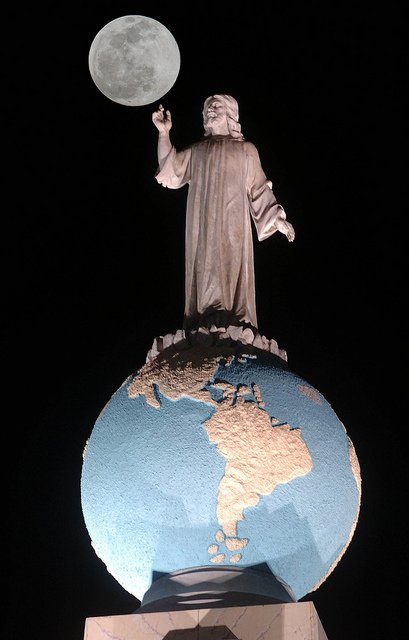
Denkmal des Göttlichen Erlösers der Welt

### Frühere Geschichte
Die Stadt wurde 1528 vom spanischen Konquistador Gonzalo de Alvarado nördlich der heutigen Lage gegründet (heute Ciudad Vieja) und 1545 an den heutigen Standort verlegt. 1824 wurde sie zur Hauptstadt der in jenem Jahr gegründeten Zentralamerikanischen Konföderation. Als im Jahr 1839 die Zentralamerikanische Konföderation wieder zerfiel und El Salvador zum eigenständigen Staat wurde, wurde San Salvador 1841 dessen Hauptstadt.

### Kriminalität in den 2010er-Jahren
In den 2010er-Jahren stand San Salvador im zweifelhaften Ruf, eine der Städte mit der höchsten Tötungsrate der Welt zu sein. Die Stadt ist im Guinness-Buch der Rekorde als die Stadt mit der höchsten Tötungsrate eingetragen; der „Rekord“ betrifft das Jahr 2016 mit 137 Tötungsdelikten pro 100.000 Personen. In ganz El Salvador gipfelte die Tötungsrate im Jahr 2015 mit 103 Tötungsdelikten pro 100.000 Personen. Seitdem ist die Tötungsrate stark gesunken. In ganz El Salvador betrug sie 8 Tötungsdelikte pro 100.000 Personen im Jahr 2022. Für das Jahr 2023 zeichnet sich eine noch deutlich niedrigere Rate ab.
Die extrem hohen Tötungsraten in den 2010er-Jahren gingen mit einem Bandenkrieg einher, der um Kontrolle des Marktes für illegale Rauschmittel geführt wurde.

## Sehenswürdigkeiten
- Centro Internacional de Ferias y Convenciones
- Hilton Princess San Salvador
- Kathedrale von San Salvador
- Metrocentro San Salvador
- Monumento al Divino Salvador del Mundo
- Monumento al Mar
- Nationalbibliothek
- Nationalpalast
- Nationaltheater
- Parque Cuscatlán, Parkanlage mit Sala Nacional de Exposiciones
- Plaza Gerardo Barrios
- Teatro Presidente
- Tomayate, Ausgrabungsstätte
- Torre Roble, Bürohochhaus

### Museen
- Museo Nacional de Antropología Dr. David J. Guzmán, Nationalmuseum von El Salvador
- Museo de Arte de El Salvador, Kunstmuseum
- Museo de Escultura Enrique Salaverría, Kunstmuseum
- Museo de la Palabra y la Imagen
- Museo Militar de la Fuerza Armada de El Salvador, Militärmuseum der Streitkräfte von El Salvador

## Wirtschaft
Die Stadt ist Handelszentrum und beherbergt unter anderem die nationale Wertpapierbörse, welche als Bolsa de Valores de El Salvador bekannt ist.

## Sport
Atlético Marte ist ein lokaler Fußballverein der Stadt und spielt im Fußballstadion Cuscatlán. Der zweite Fußballverein ist Alianza FC.

## Partnerstädte
- Guatemala-Stadt, Guatemala
- Managua, Nicaragua
- Mexiko-Stadt, Mexiko
- San Pedro Sula, Honduras
- Taipeh, Republik China
- California City, Vereinigte Staaten
- Cartagena, Kolumbien
- Los Angeles, Vereinigte Staaten

## Persönlichkeiten

### Söhne und Töchter der Stadt
- José Matías Delgado y de León (1767–1832), Gründer von El Salvador, römisch-katholischer Priester, Prócer und Arzt
- Juan Manuel Rodríguez (1771–1847), Supremo Director der Provinz El Salvador
- José Gregorio Salazar Lara (1773–1838), Politiker
- Manuel José Arce y Fagoaga (1787–1847), zentralamerikanischer Präsident
- Fermín Palacios, Politiker und von 1844 bis 1846 Präsident von El Salvador
- Carlos Salazar Castro (1800–1867), Politiker; Jefe Supremo der Provinz El Salvador
- Pedro Arce y Fagoaga (1801–1871), Supremo Director von El Salvador
- José Jorge Viteri y Ungo (1801–1853), römisch-katholischer Bischof des Bistums San Salvador
- José María Peralta (1807–1883), Politiker und von 1859 bis 1861 Präsident von El Salvador
- Joaquín Escolán y Balibrera (1810–nach 1835), Politiker
- Francisco Dueñas Díaz (1810–1884), Politiker und sechsmal Präsident von El Salvador
- Carlos Ezeta (1852–1903), Politiker und von 1890 bis 1894 Präsident von El Salvador
- Jorge Meléndez Ramírez (1871–1953), Politiker und von 1919 bis 1923 Präsident von El Salvador
- José Gustavo Guerrero (1876–1958), Jurist und Diplomat
- Ernest Lenart (1912–2005), deutscher Schauspieler
- José Napoleón Duarte (1925–1990), Politiker und von 1984 bis 1989 Präsident in El Salvador
- Arturo Armando Molina (1927–2021), Politiker und von 1972 bis 1977 Präsident von El Salvador
- Roque Dalton (1935–1975), Dichter und Journalist
- Roberto García (* 1937), Radrennfahrer
- Héctor Miguel Antonio Dada Hirezi (* 1938), Politiker
- Saturnino Osorio (1945–1980), Fußballspieler
- Alfredo Cristiani Burkard (* 1947), Politiker und von 1989 bis 1994 Präsident von El Salvador
- Roberto Huezo (* 1947), Maler und Architekt
- Ricardo Lindo Fuentes (1947–2016), Lyriker, Erzähler, Dramatiker und Essayist
- Armando Calderón Sol (1948–2017), Politiker und von 1994 bis 1999 Präsident von El Salvador
- Fernando Llort (1949–2018), international bekannter Maler aus El Salvador, Begründer der Stilrichtung „La Palma“
- Carlos Moran (* 1949), Autorennfahrer
- Joaquín Villalobos Huezo (* 1951), Politiker
- Mia Lehrer (* 1953), US-amerikanische Landschaftsarchitektin
- Germán Cáceres (* 1954), Komponist, Dirigent und Musikpädagoge
- Herbert Ernesto Anaya Sanabria (1954–1987), Menschenrechtsaktivist
- Luis Ramírez Zapata (* 1954), Fußballspieler
- Rodolfo Parker (* 1957), Politiker; Generalsekretär der Partido Demócrata Cristiano
- Mágico González (* 1958), Fußballspieler
- Erwin Raphael McManus (* 1958), US-amerikanischer baptistischer Theologe und Pastor in Los Angeles
- José Luis Escobar Alas (* 1959), römisch-katholischer Erzbischof von San Salvador
- Mauricio Funes (1959–2025), Politiker und von 2009 bis 2014 Präsident von El Salvador
- Jaime Rodríguez (* 1959), Fußballspieler[5]
- Rodrigo Ávila (* 1964), Politiker
- María Eugenia Brizuela de Ávila (* 1965), von 1999 bis 2004 Außenministerin von El Salvador
- Tatiana Huezo (* 1972), salvadorianisch-mexikanische Filmemacherin
- Ronald Cerritos (* 1975), Fußballspieler
- Claudia Hernández (* 1975), Schriftstellerin
- Luisa Maida (* 1979), Sportschützin[6]
- Sonia Zepeda (* 1981), Schachspielerin
- Nayib Bukele (* 1981), Politiker und seit 2019 Präsident von El Salvador

### Persönlichkeiten mit Bezug zur Stadt
- Joel Aguilar (* 1975), Fußballschiedsrichter

## Klimadiagramm
|                       | Jan  | Feb  | Mär  | Apr  | Mai  | Jun  | Jul  | Aug  | Sep  | Okt  | Nov  | Dez  |   |      |
| Mittl. Tagesmax. (°C) | 29,6 | 31,0 | 32,1 | 32,4 | 31,1 | 29,6 | 29,9 | 30,2 | 29,3 | 28,6 | 28,5 | 28,7 | ⌀ | 30,1 |
| Mittl. Tagesmin. (°C) | 15,9 | 15,9 | 17,1 | 18,5 | 18,9 | 18,8 | 18,2 | 18,4 | 18,6 | 18,4 | 17,3 | 16,4 | ⌀ | 17,7 |
|                       |      |      |      |      |      |      |      |      |      |      |      |      |   |      |
| Niederschlag (mm)     | 5    | 5    | 9    | 54   | 187  | 323  | 317  | 297  | 318  | 228  | 41   | 9    | Σ | 1793 |
|                       |      |      |      |      |      |      |      |      |      |      |      |      |   |      |
| Sonnenstunden (h/d)   | 9,8  | 9,9  | 9,6  | 8,2  | 7,4  | 6,0  | 7,9  | 8,4  | 6,1  | 7,1  | 8,9  | 9,5  | ⌀ | 8,2  |
|                       |      |      |      |      |      |      |      |      |      |      |      |      |   |      |
| Regentage (d)         | 1    | 1    | 1    | 5    | 11   | 17   | 15   | 19   | 18   | 14   | 3    | 1    | Σ | 106  |
|                       |      |      |      |      |      |      |      |      |      |      |      |      |   |      |
| Luftfeuchtigkeit (%)  | 65   | 63   | 65   | 67   | 73   | 81   | 79   | 79   | 84   | 79   | 72   | 66   | ⌀ | 72,8 |

| 15,9 |

| 15,9 |

| 17,1 |

| 18,5 |

| 18,9 |

| 18,8 |

| 18,2 |

| 18,4 |

| 18,6 |

| 18,4 |

| 17,3 |

| 16,4 |

| 15,9 |

| 15,9 |

| 17,1 |

| 18,5 |

| 18,9 |

| 18,8 |

| 18,2 |

| 18,4 |

| 18,6 |

| 18,4 |

| 17,3 |

| 16,4 |